# Thunnus tonggol
A Thunnus tonggol a sugarasúszójú halak (Actinopterygii) osztályának a sügéralakúak (Perciformes) rendjébe, ezen belül a makrélafélék (Scombridae) családjába tartozó faj.

## Előfordulása
A Thunnus tonggol előfordulási területe az Indiai-óceánban és a Csendes-óceán nyugati felén van. A Vörös-tengertől és Kelet-Afrikától kezdve Új-Guineáig található meg. Elterjedésének északi határát Japán, míg déli határát Ausztrália képezi. Újabban Új-Zéland vizeiben is észlelték.

## Megjelenése
Az átlagos mérete 70 centiméter, de 145 centiméteresre is megnőhet. Az eddig kifogott legnehezebb példány 35,9 kilogrammos volt. 39 csigolyája van. A kisméretű tonhalak egyike. A második hátúszója magasabb, mint az első. A mellúszói rövidek vagy közepesen hosszúak. Az úszóhólyagja hiányzik, vagy kezdetleges. Az oldalai és hasi része ezüstös-fehérek, néhány áttetsző, ovális folttal, melyek vízszintes sorokba rendeződnek. A hátúszók, a mellúszók és a farok alatti úszó feketések; a második hátúszó és a farok alatti úszó végei sárgák. A fekete farokúszó sárgászöldes mintázatú.

## Életmódja
Ez a tonhal a nyílt óceánok lakója; kerüli a zavaros és brakkvizeket. Általában 10 méteres mélységben tartózkodik. A 28 Celsius-fokos vízhőmérsékletet kedveli. A rajai különböző korú és méretű egyedeket is magukba foglalhatnak. Tápláléka kisebb halakból, kalmárokból és különböző rákokból és azok lárváiból áll.

## Felhasználása
Ezt a tonhalat ipari mértékben halásszák. Főleg frissen, szárítva vagy sózva árusítják, de fagyasztva, füstölve vagy konzervdobozba téve is kapható. A sporthorgászok is kedvelik.